# Lessard-le-National
Lessard-le-National – miejscowość i gmina we Francji, w regionie Burgundia-Franche-Comté, w departamencie Saona i Loara.
Według danych na rok 1990 gminę zamieszkiwały 483 osoby, a gęstość zaludnienia wynosiła 46 osób/km² (wśród 2044 gmin Burgundii Lessard-le-National plasuje się na 471. miejscu pod względem liczby ludności, natomiast pod względem powierzchni na miejscu 898.).